# Saint-Aubin-le-Cauf
 Saint-Aubin-le-Cauf  es una población y comuna francesa, en la región de Alta Normandía, departamento de Sena Marítimo, en el distrito de Dieppe y cantón de Envermeu.

## Demografía
| 520 | 522 | 525 | 583 | 650 | 637 | 687 | 652 | 652 | 650 | 625 | 616 | 641 | 634 | 654 | 635 | 653 | 641 | 632 | 672 | 713 | 715 | 696 | 645 | 607 | 596 | 560 | 552 | 534 | 563 | 672 | 747 | 747 | 861 |
| Para los censos de 1962 a 1999 la población legal corresponde a la población sin duplicidades (Fuente: INSEE [Consultar]) |     |     |     |     |     |     |     |     |     |     |     |     |     |     |     |     |     |     |     |     |     |     |     |     |     |     |     |     |     |     |     |     |     |